# Jugoslávská ženská házenkářská reprezentace
Jugoslávská házenkářská reprezentace žen reprezentovala Jugoslávii na mezinárodních házenkářských akcích, jako je mistrovství světa nebo mistrovství Evropy.
- Srbsko je nástupcem Jugoslávie
- 1957 - 2001 Jugoslávie, 2003 - 2005 Srbsko a Černá Hora, od 2007 Srbsko
- Nástupce Srbsko.

## Mistrovství světa
| Rok/pořádající země        | Účast                                 |
| -------------------------- | ------------------------------------- |
| MS 1957 Jugoslávie         | Bronzová medaile                      |
| MS 1962 Rumunsko           | 4. místo                              |
| MS 1965 Německo            | Stříbrná medaile                      |
| MS 1968 SSSR               | Zrušeno kvůli sovětské invazi do ČSSR |
| MS 1971 Nizozemsko         | Stříbrná medaile                      |
| MS 1973 Jugoslávie         | Zlatá medaile                         |
| MS 1975 SSSR               | 5. místo                              |
| MS 1978 ČSSR               | 5. místo                              |
| MS 1982 Maďarsko           | Bronzová medaile                      |
| MS 1986 Nizozemsko         | 6. místo                              |
| MS 1990 Korea              | Stříbrná medaile                      |
| MS 1993 Norsko             | Ne                                    |
| MS 1995 Rakousko, Maďarsko | Ne                                    |
| MS 1997 Německo            | Ne                                    |
| MS 1999 Norsko, Dánsko     | Ne                                    |
| MS 2001 Itálie             | Bronzová medaile                      |
| Celkem                     | Účast – 11× · – 1× · – 3× · – 3×      |

## Mistrovství Evropy
| Rok/pořádající země | Účast                           |
| ------------------- | ------------------------------- |
| ME 1994 Německo     | Ne                              |
| ME 1996 Dánsko      | Ne                              |
| ME 1998 Nizozemsko  | Ne                              |
| ME 2000 Rumunsko    | 7. místo                        |
| ME 2002 Dánsko      | 6. místo                        |
| Celkem              | Účast – 2× · – 0× · – 0× · – 0× |

## Olympijské hry
| Rok/pořádající země  | Účast                           |
| -------------------- | ------------------------------- |
| LOH 1976 Montreal    | Ne                              |
| LOH 1980 Moskva      | Stříbrná medaile                |
| LOH 1984 Los Angeles | Zlatá medaile                   |
| LOH 1988 Soul        | 4. místo                        |
| LOH 1992 Barcelona   | Ne                              |
| LOH 1996 Atlanta     | Ne                              |
| LOH 2000 Sydney      | Ne                              |
| Celkem               | Účast – 3× · – 1× · – 1× · – 0× |